# Reinhold Glier
Reinhold Moricevič Glier, též Glière, rodným jménem Reinhold Ernest Glier, ukrajinsky Рейнгольд Моріцевич Гліер (11. leden 1875, Kyjev – 23. červen 1956, Moskva) byl ukrajinský a sovětský hudební skladatel a hudební pedagog německo-polského původu. K jeho nejznámějším dílům patří balet Rudý mák a symfonie Ilja Muromec (třetí symfonie).

## Život
Na Kyjevské hudební škole ho hru na housle učil Otakar Ševčík. Poté, roku 1894, začal studovat na Moskevské státní konzervatoři, kde ho housle učil další Čech: Jan Hřímalý. Skladbu pak Michail Michajlovič Ippolitov-Ivanov, kontrapunkt Sergej Tanejev, harmonii Anton Arenskij. Absolvoval roku 1900. Okolo roku 1900 též začal užívat francouzskou podobu jména: Glière, z čehož později vznikla legenda, že byl francouzského nebo belgického původu. V roce 1901 začal učit na Gnesinské akademii. K jeho žákům zde patřili Nikolaj Jakovlevič Mjaskovskij a Sergej Prokofjev. V letech 1905-1908 působil v Berlíně, kde se učil dirigování u Oskara Frieda. Poté se vrátil na Gnesinskou akademii v Moskvě. Roku 1913 začal učit na Kyjevské konzervatoři, rok poté se zde stal ředitelem. V roce 1920 se vrátil do Moskvy a začal učit na Moskevské konzervatoři, kde působil až do roku 1941. K jeho žákům z této éry patřil např. Aram Chačaturjan. Ve 20. letech byl ústředními ázerbájdžánskými orgány pozván na studijní pobyt do Baku, aby vytvořil první ázerbájdžánskou národní operu. Ve 30. letech podobný úkol plnil v Uzbekistánu. V letech 1938-1948 byl předsedou sovětského Svazu skladatelů.